# Receptor adrenérgico

Adrenalina

Noradrenalina

Los receptores adrenérgicos o adrenoreceptores, (AR), son una clase de receptores asociados a proteína G, activados por las catecolaminas adrenalina (epinefrina) y noradrenalina (norepinefrina).
Los AR se clasifican en dos tipos: α y β, cada uno de los cuales se subdivide a su vez en subtipos. α1 y α2 para el caso del receptor alfa y β1, β2 y β3 para el caso del receptor beta. Estos receptores se expresan en el sistema nervioso central y prácticamente en todos los tejidos periféricos.
Los AR α1 se acoplan a Gqα cuya activación estimula la fosfolipasa C; los AR α2 se acoplan a Giα cuya activación suprime la producción de AMP cíclico; los receptores β se acoplan a Gsα cuya activación estimula la producción de AMP cíclico.
Existen muchas células que poseen estos receptores y, la unión de un agonista adrenérgico causará, por lo general, una respuesta simpaticomimética, como la reacción de lucha o huida. Por ejemplo, la frecuencia cardíaca aumentará y las pupilas se dilatarán, se movilizará la energía corporal y la sangre fluirá a órganos esenciales.

## Clasificación
Existen varios tipos de receptores adrenérgicos divididos en dos grupos principales, los receptores alfa (α) y los receptores beta (β).
- Receptores α: se unen con adrenalina y noradrenalina. Se subdividen en receptor α1 y el receptor α2. La fenilefrina es un agonista selectivo del receptor α1.
  - Receptores α1, con tres subtipos: α1a, α1b y α1d. Están acoplados con proteína Gqα y su activación estimula la actividad de la fosfolipasa C para dividir el fosfatidilinositol 4,5-bifosfato e incrementar el  inositol trifosfato y el diacilglicerol causando un aumento del calcio intracelular y la activación de la proteína quinasa C.[2]
  - Receptores α2, con tres subtipos: α2a, α2b y α2c. Están acoplados con proteína Giα y funcionaba como auto receptores inhibitorios sobre las neuronas noradrenérgicas; su activación disminuye la activación de PKA al suprimir la producción de AMP cíclico por la adenilato ciclasa.[2]
- Receptores β: asociados a proteínas G y que activan a la adenil ciclasa. Los agonistas que se unen a los receptores β producen un incremento en la concentración intracelular del segundo mensajero AMPc.

## Función
La adrenalina actúa tanto con los receptores α y β causando vasoconstricción y vasodilatación respectivamente. Aunque se sabe que los receptores α son menos sensibles a la adrenalina, cuando se activan, se sobreponen a la vasodilatación mediada por los adrenoreceptores β. El resultado es tal que a concentraciones circulantes elevadas de adrenalina causan vasoconstricción. A niveles circulantes bajos de adrenalina, la estimulación de receptores β predomina, produciendo vasodilatación general.
El mecanismo de la acción de los receptores adrenérgicos se fundamenta en la molécula acoplada al receptor en el lado intracelular de la membrana plasmática. Los ligandos para el receptor α1 y el receptor α2 son la adrenalina y la noradrenalina. Un receptor α1 tiende a unirse a una proteína Gq, resultando en un incremento del Ca2+ intracelular causando así la contracción de la musculatura lisa. Los receptores adrenérgicos α2, a su vez, se unen con una proteína Gi, que reduce la actividad del AMPc, evitando la relajación del músculo liso. Los receptores β se unen a la proteína Gs y aumenta la actividad intracelular del AMPc, resultando en contracción del músculo cardíaco, relajación del músculo liso y glucogenólisis.

## Receptores α
Los receptores α comparten varias funciones en común, aunque también tienen efectos individuales. Los efectos comunes (o que aún no se han especificado) incluyen:
- Vasoconstricción de las arterias del corazón (sistema simpático)(arteria coronaria).[7]
- Vasoconstricción de venas.[8]
- Disminución de la motilidad del músculo liso en el tracto gastrointestinal.[9]

### Receptores α1
Los receptores adrenérgicos α1 son miembros de la superfamilia de receptores asociados a la proteína G. Al ser activados por su ligando, una proteína heterotrimérica G, llamada Gq activa a la fosfolipasa C, que causa un aumento en el Inositol trifosfato (IP3) y el calcio. Ello conduce a la iniciación de otros efectos.
Las acciones específicas del receptor α1 principalmente incluyen la contracción del músculo liso. Causa vasoconstricción de muchos vasos sanguíneos incluyendo los de la piel, el riñón (arteria renal) y el cerebro. Otras regiones donde se afecta la contracción del músculo liso son:
- coronarias
- uréter
- vasos deferentes
- músculo liso
- útero (embarazo)
- esfínter uretral
- bronquiolos (aunque no tan fuerte como el efecto del receptor β2en los bronquiolos)

Otros efectos adicionales incluyen la glucogenólisis y la gluconeogénesis del tejido adiposo y el hígado, así como un aumento de la secreción por parte de glándulas salivales y la reabsorción de sodio en los riñones. Algunos antagonistas pueden ser usados en la terapia de la hipertensión.

### Receptores α2
Los receptores adrenérgicos α2 son miembros de una familia de receptores asociados a la proteína G. Con su activación, una proteína heterotrimérica G, llamada Gi inactiva a la adenilil ciclasa, que a su vez produce una disminución del segundo mensajero intracelular AMPc lo que conlleva a la apertura de un canal de K+. En otros sitios promueve el intercambio Na+/K+ y estimula la Fosfolipasa Cβ2 que moviliza el Ácido Araquidónico y aumenta Ca++.
Existen tres subtipos homólogos de los receptores α2: α2A, α2Β, y α2C.
Las acciones específicas de los receptores α2 incluyen:
- inhibición de la liberación de insulina del páncreas;
- inducción de la liberación de glucagón del páncreas;
- contracción de los esfínteres del tracto gastrointestinal;
- Agregación plaquetaria;
- inhibición de la descarga de noradrenalina y acetilcolina
- vasoconstricción.

## Receptores β
La activación de  los tres subtipos de receptores beta (asociados a la vía de las proteínas Gs) produce estimulación del adenil ciclasa y aumento de la conversión de ATP en AMPc.

### Receptores β1
El receptor β1 es el receptor predominante en el corazón que produce efectos metabotrópicos y cronotrópicos positivos. Las acciones específicas de los receptores β1 incluyen:
- aumento del gasto cardíaco al aumentar la frecuencia cardíaca y al aumentar el volumen expelido en cada contracción cardíaca por medio del aumento en la fracción de eyección.
- liberación de renina de las células yuxtaglomerulares.

### Receptores β2
El receptor β2 es un receptor polimórfico y es el receptor adrenérgico predominante en músculos esqueléticos y liso que causan relajación visceral. La estructura cristalográfica en tres dimensiones del receptor adrenérgico β2 y sus funciones conocidas incluyen:
- relajación de la musculatura lisa, por ejemplo, en los bronquios;
- relajación del esfínter urinario, gastrointestinales y del útero grávido;
- relajación de la pared de la vejiga urinaria;
- dilatación de las arterias del músculo esquelético;
- glucogenólisis y gluconeogénesis
- secreciones aumentadas de las glándulas salivales;
- inhibición de la liberación de histamina de los mastocitos

### Receptores β3
Es el receptor adrenérgico que predominantemente causa efectos metabólicos, por lo que las acciones específicas del receptor β3 incluyen, por ejemplo, la estimulación de la lipólisis del tejido adiposo.